# Dedicació
La dedicació és, en diverses confessions del cristianisme, l'acte pel qual es destina al servei diví un lloc, com ara una església o un altar. També es fa servir per a persones, però en aquests casos se sol preferir el terme consagració d'una església. Qualsevol església o oratori públic o semipúblic, si està destinat al culte diví in perpetuum ha d'ésser almenys beneït abans de celebrar-hi regularment els oficis. Els oratoris privats poden no ésser dedicats, sinó simplement beneïts amb la benedictio loci que pot fer un prevere cada cop que hi diu missa. Les esglésies principals de cada districte han de ser consagrades solemnement, amb uns requisits previs. Si no, es fa un ritu de dedicació simple. Qualsevol modalitat fa que el lloc sigui sagrat i apte per a la santificació dels fidels.
Tot i la creença que Déu és omnipresent, la idea no és incompatible amb el fet que hi hagi uns llocs especialment dedicats al culte, on el fidel pot tenir més fàcilment comunió amb la divinitat. Quan un lloc es destina al culte diví, la santificació del lloc segueix un ritu, com ja es feia en l'antiguitat i mostren els exemples bíblics de Jacob (Gènesi, 28, 18), Moisès (Levític, 8, 10) o Salomó d'Israel (Primer Llibre dels Reis I, 8).
Aquests precedents foren consolidats per l'ús dels apòstols; Jeroni d'Estridó al seu martirologi escriu: "Romæ dedicatio primæ Ecclesiæ a beato Petro constructæ et consecratæ" ("A Roma, dedicació de la primera església construïda i dedicada per Sant Pere"). La persecució als cristians dels primers segles fa lògic que no hi hagi notícies freqüents de dedicacions de llocs de culte. Les primeres les dona Eusebi de Cesarea (Historia ecclesiastica, X.3-4; De vita Constantini, IV, xliii) i Sozomè (Historia II.26) parlant de la catedral de Tir en (314) i de l'església de Constantí I a Jerusalem. El relat de l'Itinerarium ad Loca Sancta d'Egèria conté una descripció completa de la festivitat de la dedicació de l'església de Jerusalem, de la qual l'autora fou testimoni al segle iv.

## Ritual
Als primers temps era molt simple. Una carta del papa Vigili I al bisbe de Braga (538) diu que "sabem que la consagració de qualsevol església on no hi ha relíquies consisteix simplement en la celebració de misses". Aquest procediment de celebració de la missa també es troba a l'antic Ordines Romani. Quan hi ha relíquies, es fa una cerimònia de translació i dipòsit d'aquestes sota l'altar, fet essencial en el ritu de dedicació. Al segle vii, segons el Sacramentari de Gelasi, el ritu consisteix en pregàries, aspersió d'aigua beneïda i la benedicció de l'altar. El ritual s'elaborà més i al segle ix ja apareix amb les característiques actuals.
L'actual cerimònia de dedicació té dues modalitats, en funció de si l'església es beneeix o de si es consagra solemnement. En el primer cas, la benedicció, es fan les pregàries, aspersió i una missa; en el segon, la consagració solemne, el ritual és més complex. Vegeu-lo a consagració d'una església. La dedicació és feta per un bisbe, tot i que el ritu simple de benedicció pot ésser delegat pel bisbe en un prevere.